# Idioma meglenorrumano
El meglenorrumano, meglenítico o meglenita es una lengua romance del grupo romance oriental. Está emparentada con el rumano y se habla en algunas poblaciones del norte de Grecia y el sur de Macedonia del Norte.
Los hablantes del idioma lo denominan vlaheshte (valaco), mientras que en rumano —del cual muchas veces es considerado un dialecto— se lo llama limba meglenoromână. El número de hablantes de meglenorrumano se estimaba entre cinco mil y doce mil personas hacia 2006, localizadas principalmente en el valle del río Meglená, pocos kilómetros al noreste de Salónica, en las prefecturas griegas de Kilkís y Serres. Un número menor de meglenorrumanos habita en territorios de Macedonia del Norte inmediatos a la frontera griega cercana al Meglená.
Al concluir la Primera Guerra Mundial, unos 1200 meglenorrumanos emigraron hacia Rumania y se establecieron en el poblado de Cerna, distrito de Tulcea pero, dadas las afinidades lingüísticas, allí el idioma meglenorrumano se diluyó ante el dacorrumano.

Es muy probable que el meglenorrumano derive del arrumano. Por otra parte, dadas las muchas afinidades con el istrorrumano, algunos lingüistas consideran que el meglenorrumano es transicional entre el arrumano y el istrorrumano.

## Morfología

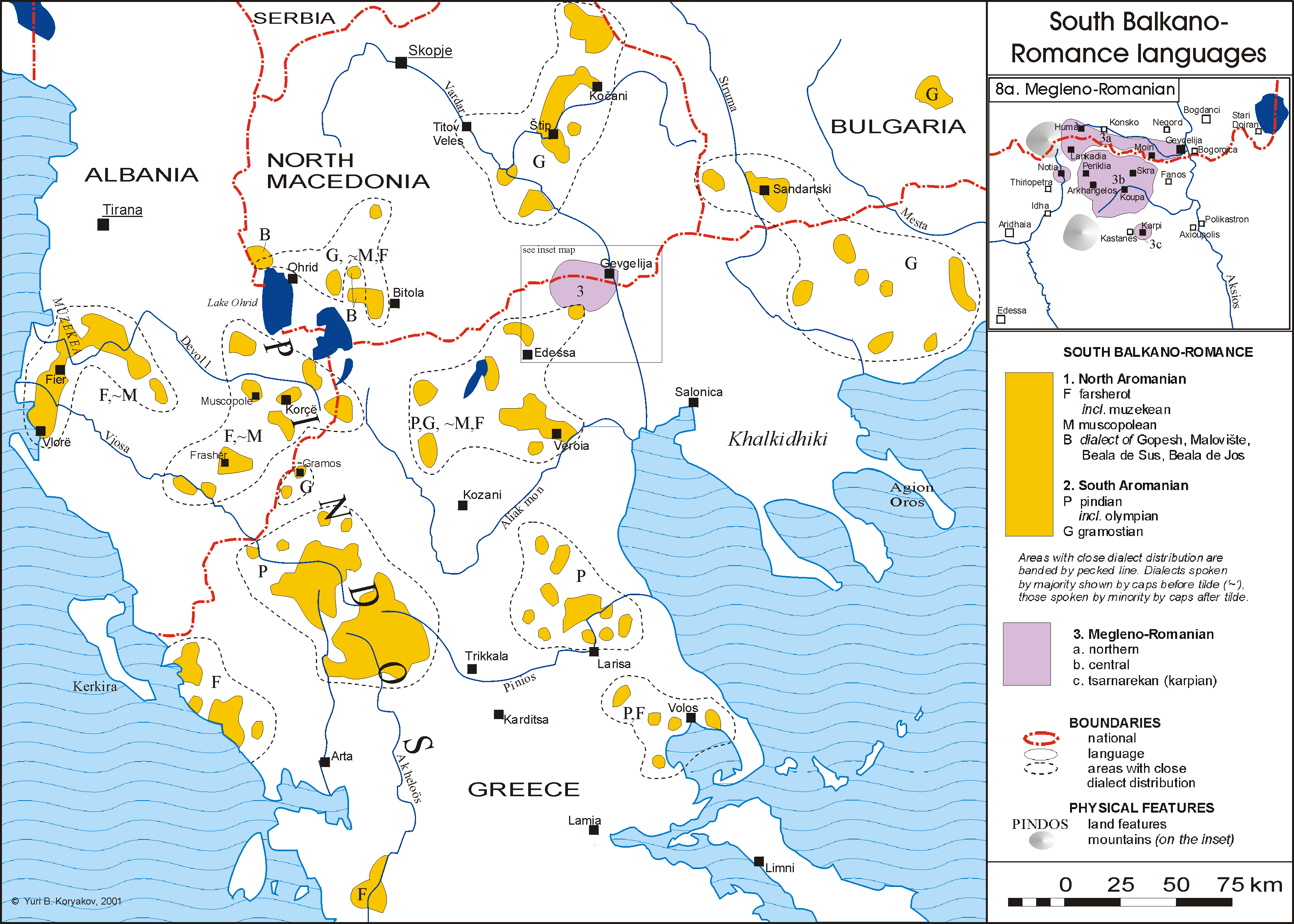
Mapa detallado con las áreas de habla meglenorrumana en el sur de los balcanes.

La conjugación de los verbos en presente (căntári "cantar", căde̯ári "caer", bátiri "batir", durmíri "dormir"):
| Persona y número | I      | II    | III   | IV     |
| ---------------- | ------ | ----- | ----- | ------ |
| 1-ra persona sg. | cǫnt   | cad   | bat   | dorm   |
| 2-da persona sg. | cǫnț   | caz   | baț   | dorm   |
| 3-ra persona sg. | cǫntă  | cadi  | bati  | doarmi |
| 1-ra persona pl. | căntǫm | cădem | batim | durmim |
| 2-da persona pl. | căntaț | cădeț | batiț | durmiț |
| 3-ra persona pl. | cǫntă  | cad   | bat   | dorm   |

La conjugación de los verbos en pretérito imperfecto:
| Persona y número | I      | II     | III    | IV      |
| ---------------- | ------ | ------ | ------ | ------- |
| 1-ra persona sg. | căntam | cădeam | băteam | durmeam |
| 2-da persona sg. | căntai̯ | cădeai̯ | băteai̯ | durmeai̯ |
| 3-ra persona sg. | căntà  | cădeà  | băteà  | durmeà  |
| 1-ra persona pl. | căntam | cădeam | băteam | durmeam |
| 2-da persona pl. | căntaț | cădeaț | băteaț | durmeaț |
| 3-ra persona pl. | căntau̯ | cădeau̯ | băteau̯ | durmeau̯ |